# دايكي ناما
دايكي ناما (باليابانية: 沼 大希) (22 أبريل 1997 في أوساكا في اليابان – )؛ هو لاعب كرة قدم ياباني سابق كان يلعب كمهاجم.

## وصلات خارجية
- دايكي ناما على موقع رابطة كرة القدم اليابانية للمحترفين (اليابانية)
- دايكي ناما على موقع قاعدة بيانات كرة القدم.إي يو (الإنجليزية)
- دايكي ناما على موقع Soccerway.com (الإنجليزية)
- دايكي ناما على موقع عالم كرة القدم.نت (الإنجليزية)